# Liste der Herrscher namens Kasimir
Kasimir, auch Casimir, hießen folgende Herrscher:
- Kasimir (Brandenburg-Kulmbach), Herzog (1481–1527)
- Kasimir I. (Kujawien), Herzog (1211–1267)
- Kasimir I. (Masowien), Herzog (1233–1267)
- Kasimir I. (Oppeln-Ratibor), Herzog (1178/1179–1229/30)
- Kasimir I. (Pommern), Herzog (1156–1180)
- Kasimir I. Karl, Herzog (1015–1058)
- Kasimir I. (Teschen), Herzog (1314/15–1358)
- Kasimir I. (Teschen-Auschwitz), Herzog (1410–1434)
- Kasimir II. (Kujawien) (* zwischen 1265 und 1265; † 1294), polnischer Herzog
- Kasimir II. (Masowien), Herzog (1468–1490)
- Kasimir II. (Oppeln-Beuthen), Herzog (1281/82–1312)
- Kasimir II. (Polen), Herzog (1138–1194)
- Kasimir II. (Pommern), Herzog (1202–1219/1220)
- Kasimir II. (Teschen), Herzog (1468–1528)
- Kasimir III., Kastellan von Kolberg, siehe Kasimir († vor 1281)
- Kasimir III. (Kujawien) (um 1280–1347), Herzog von Kujawien
- Kasimir III. (Polen) (1310–1370), König von Polen
- Kasimir III. (Cosel) (um 1312–1347), Herzog von Beuthen-Cosel
- Kasimir III. (Pommern) (um 1351–1372), Herzog von Pommern-Stettin
- Kasimir IV. Jagiełło, König (1427–1492)
- Kasimir IV. (Pommern) (~1345–1377), Herzog von Pommern-Stolp
- Kasimir V. (Pommern) (nach 1380–1435), Herzog von Pommern-Stettin
- Kasimir VI. (Pommern) (1557–1605), Herzog von Pommern, Bischof von Cammin
- Kasimir († um 1220), Kastellan von Kolberg
- Kasimir (Lippe-Brake) (1627–1700), Graf zu Lippe-Brake
- Johann II. Kasimir, König (1609–1672)

- Friedrich Casimir